# 天津东方汇理银行大楼
天津东方汇理银行大楼是东方汇理银行在中国天津建造的分行大楼。该分行开设于1898年，选址在天津法租界的主要街道大法国路（今解放北路77--79号），作为天津租界时代留存下来的重要建筑之一，该建筑目前是重点保护等级历史风貌建筑和天津市文物保护单位。

## 建筑
天津东方汇理银行大楼建于1912年。建筑面积3651平方米。由比商义品公司按照法国巴黎总行提供的图纸建造而成。该建筑为三层砖混结构。台基为条石砌筑而成，外立面首层用水泥横条装饰，二层和三层是红砖清水墙。正门两段台阶段之间有空心花铁门。是一座折衷主义建筑。现为西洋美术馆。

## 建筑圖片

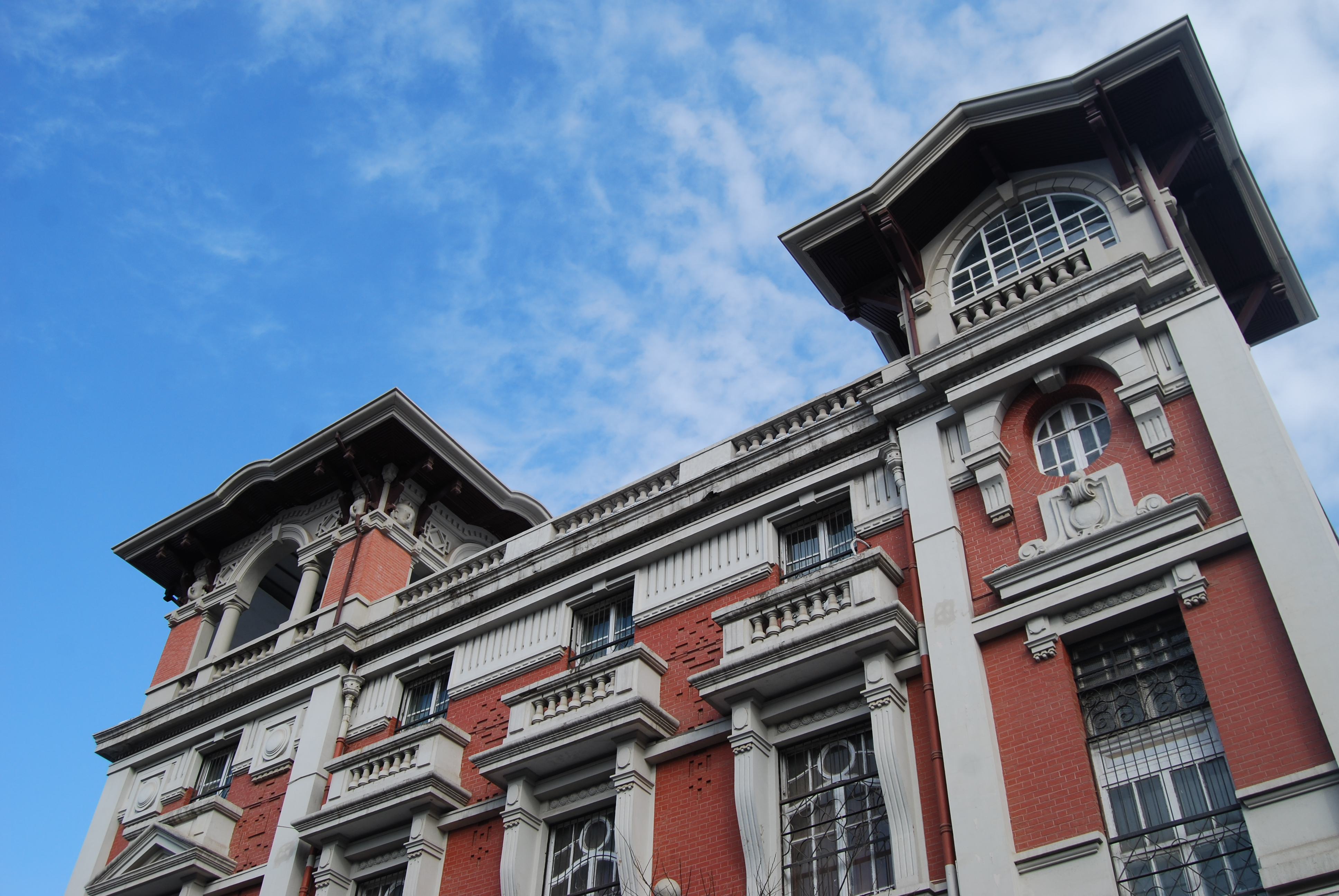

## 内部链接
- 东方汇理银行大楼 (外滩)
- 东方汇理银行汉口支行旧址